# Jaguar XK150
Jaguar XK150 – sportowy samochód osobowy produkowany przez brytyjską firmę Jaguar Cars w latach 1957–1961. Dostępny jako 2-drzwiowe coupé lub 2-drzwiowy roadster. Następca modelu XK140. Do napędu używano silników R6 o pojemności 3,4 i 3,8 litra. Moc przenoszona była na oś tylną poprzez 4-biegową manualną skrzynię biegów. Samochód został zastąpiony przez model E-type. Wyprodukowano łącznie 9395 sztuk tego modelu.

## Dane techniczne (R6 3.4)

### Silnik
- R6 3,4 l (3442 cm³), 2 zawory na cylinder, DOHC[1]
- Układ zasilania: dwa gaźniki SU[1]
- Średnica cylindra × skok tłoka: 81,00 mm × 104,00 mm[1]
- Stopień sprężania: 8,0:1
- Moc maksymalna: 190 KM (142 kW) przy 5500 obr./min[1]
- Maksymalny moment obrotowy: 285 N•m przy 2500 obr./min

### Osiągi
- Przyspieszenie 0-100 km/h: 9,0 s
- Prędkość maksymalna: 199,5 km/h[1]

## Dane techniczne (R6 3.8)

### Silnik
- R6 3,8 l (3781 cm³), 2 zawory na cylinder, DOHC
- Układ zasilania: dwa gaźniki
- Średnica cylindra × skok tłoka: 87,00 mm × 106,00 mm
- Stopień sprężania: 8,0:1
- Moc maksymalna: 223 KM (164 kW) przy 5500 obr./min
- Maksymalny moment obrotowy: 325 N•m przy 3000 obr./min

### Osiągi
- Przyspieszenie 0-100 km/h: b/d
- Prędkość maksymalna: b/d

## Galeria

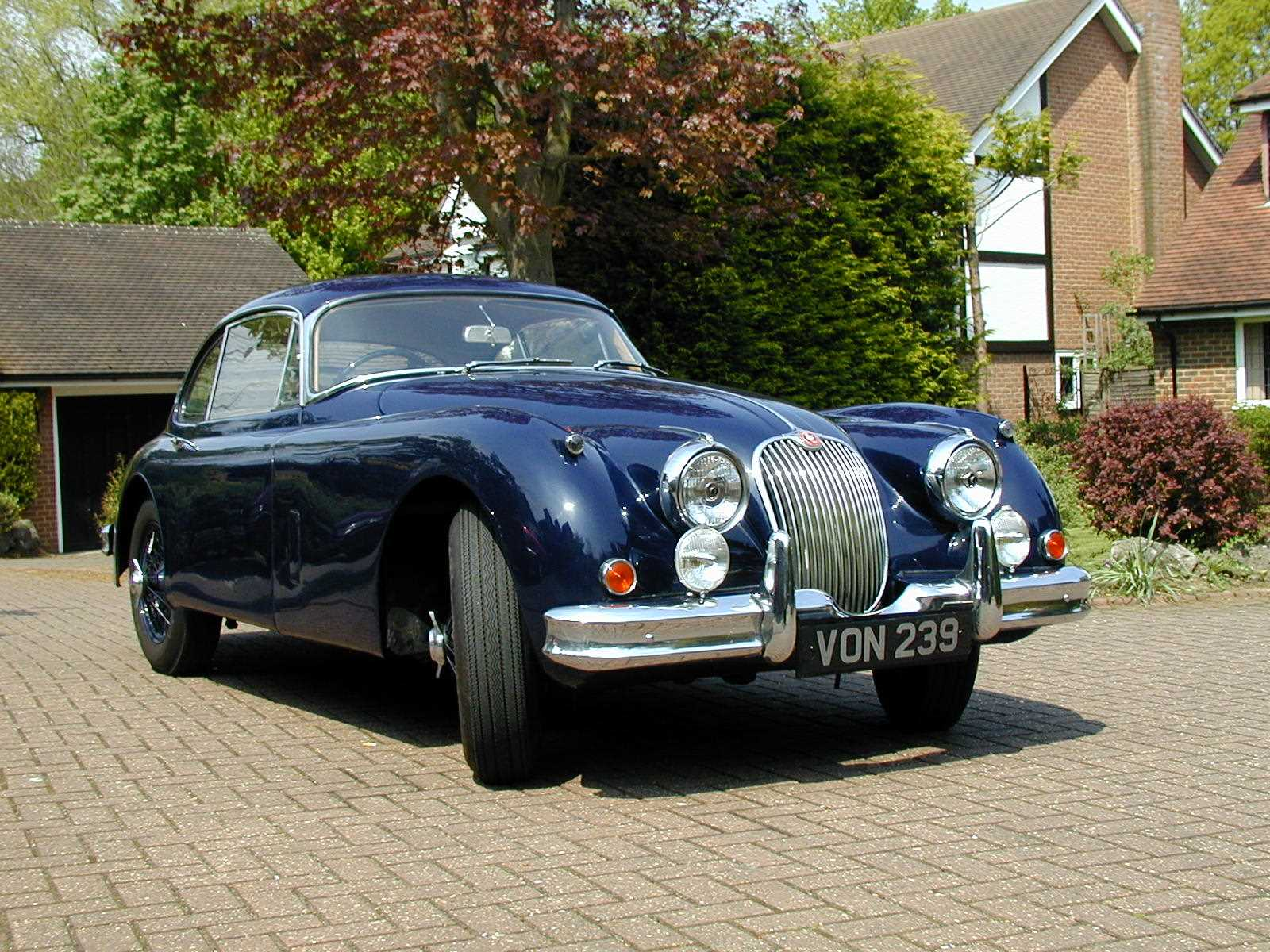
XK150 Hardtop (Fixed Head Coupe)
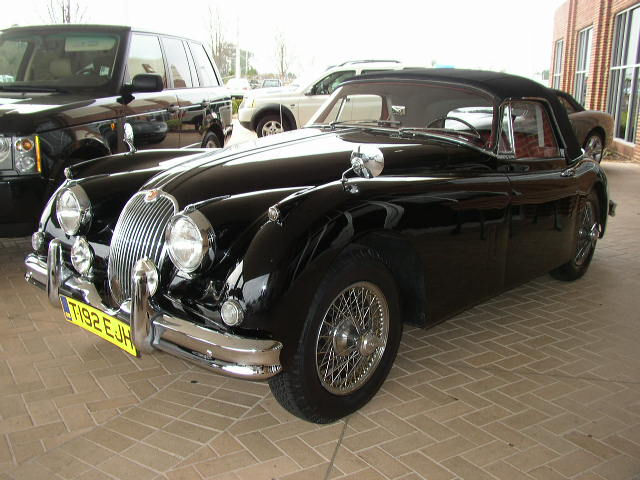
XK150 Convertible (Drop Head Coupe)
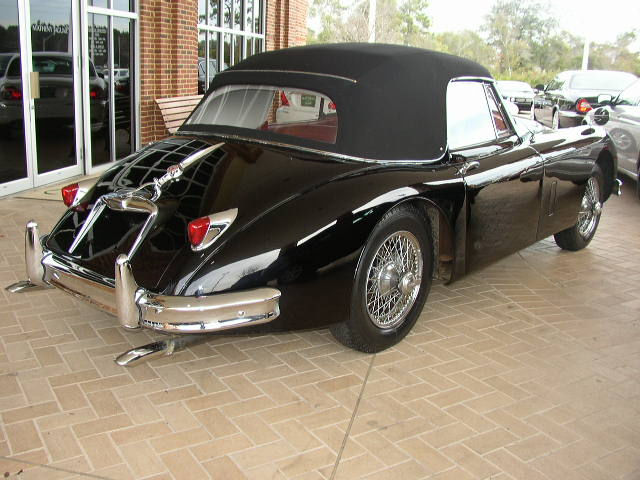
XK150 Convertible (Drop Head Coupe)
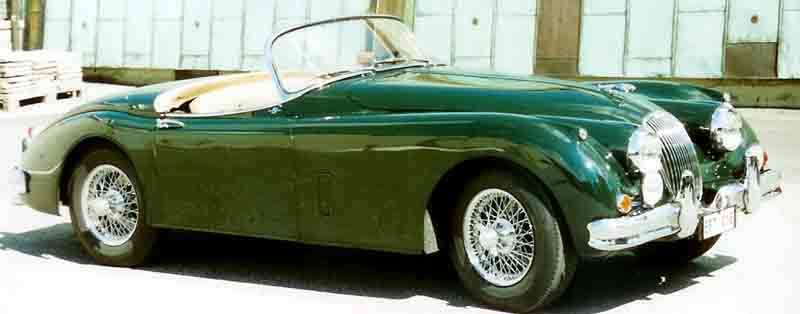
XK150 Roadster (Open Two Seater)